# Division I 2005-2006 (pallacanestro maschile)
La Division I 2005-2006 è stata la 74ª edizione del massimo campionato belga di pallacanestro maschile. La vittoria finale è stata appannaggio dell'Ostenda.

## Risultati

### Stagione regolare
|     | Squadra             | G  | V  | P  | PF | PS | Pt. | Qualificazione |
| --- | ------------------- | -- | -- | -- | -- | -- | --- | -------------- |
| 1.  | Ostenda             | 32 | 24 | 8  |    |    | 80  | playoff        |
| 2.  | Bree                | 32 | 21 | 11 |    |    | 74  | playoff        |
| 3.  | Mons-Hainaut        | 32 | 21 | 11 |    |    | 74  | playoff        |
| 4.  | Liegi               | 32 | 18 | 14 |    |    | 68  | playoff        |
| 5.  | Spirou Charleroi    | 32 | 17 | 15 |    |    | 66  |                |
| 6.  | Racing Anversa      | 32 | 16 | 16 |    |    | 64  |                |
| 7.  | Verviers-Pepinster  | 32 | 13 | 19 |    |    | 58  |                |
| 8.  | Groot Lovanio       | 32 | 8  | 24 |    |    | 48  |                |
| 9.  | R. Atomia Bruxelles | 32 | 8  | 24 |    |    | 44  |                |
| 10. | Bavi Vilvoorde      | 0  | 0  | 0  |    |    | 0   | retrocesso     |

### Playoff
|  | Semifinali | Semifinali   | Semifinali |              |    | Finale  | Finale | Finale |  |
|  |            |              |            |              |    |         |        |        |  |
|  | 1.         | Ostenda      | 2          |              |    |         |        |        |  |
|  | 1.         | Ostenda      | 2          |              |    |         |        |        |  |
|  | 4.         | Liegi        | 0          |              |    |         |        |        |  |
|  | 4.         | Liegi        | 0          |              | 1. | Ostenda | 3      |        |  |
|  |            |              |            |              | 1. | Ostenda | 3      |        |  |
|  |            |              | 3.         | Mons-Hainaut | 1  |         |        |        |  |
|  | 2.         | Bree         | 3.         | Mons-Hainaut | 1  | 1       |        |        |  |
|  | 2.         | Bree         |            |              |    |         |        |        |  |
|  | 3.         | Mons-Hainaut | 2          |              |    |         |        |        |  |

| Division I 2005-2006 |
| -------------------- |
| Ostenda 11º titolo   |

## Formazione vincitrice
| N° | Naz.                            | Ruolo | Sportivo              |  | Alt. |  |
| -- | ------------------------------- | ----- | --------------------- |  | ---- |  |
|    | Germania (bandiera)             | GA    | Denis Wucherer        |  | 195  |  |
|    | Bosnia ed Erzegovina (bandiera) | AG    | Mirza Teletović       |  | 206  |  |
|    | Stati Uniti (bandiera)          | GA    | Toby Bailey           |  | 198  |  |
|    | Stati Uniti (bandiera)          | G     | Lavor Postell         |  | 196  |  |
|    | Croazia (bandiera)              | A     | Damjan Rudež          |  | 205  |  |
|    | Serbia e Montenegro (bandiera)  | GA    | Veselin Petrović      |  | 195  |  |
|    | Belgio (bandiera)               | P     | Sam Van Rossom        |  | 188  |  |
|    | Bosnia ed Erzegovina (bandiera) | C     | Elvir Ovčina          |  | 211  |  |
|    | Belgio (bandiera)               | P     | Jean-Marc Jaumin      |  | 184  |  |
|    | Stati Uniti (bandiera)          | AC    | Brent Wright          |  | 203  |  |
|    | Belgio (bandiera)               | AG    | Jef Van Der Jonckheyd |  | 201  |  |
|    | Serbia e Montenegro (bandiera)  | All.  | Mihailo Uvalin        |  |      |  |

## Premi e riconoscimenti
- MVP regular season:  George Evans, Mons-Hainaut